# روس توماس
روس توماس (بالإنجليزية: Ross Thomas)‏ (و. 1981 – م) هو ممثل، وممثل أفلام، وممثل تلفزيوني، من الولايات المتحدة الأمريكية، ولد في ستوكتون، كاليفورنيا.

## التعليم
تعلم في جامعة جنوب كاليفورنيا، وجامعة ولاية أريزونا.

## وصلات خارجية
- روس توماس على موقع IMDb (الإنجليزية)
- روس توماس على موقع روتن توميتوز (الإنجليزية)
- روس توماس على موقع قاعدة بيانات الأفلام العربية
- روس توماس على موقع ألو سيني (الفرنسية)
- روس توماس على موقع أول موفي (الإنجليزية)
- روس توماس على موقع قاعدة بيانات الأفلام السويدية (السويدية)
- روس توماس على موقع قاعدة بيانات الفيلم (الإنجليزية)
- روس توماس على موقع كينوبويسك (الروسية)